# Іскенинський сільський округ
Іскени́нський сільський округ (каз. Ескене ауылдық округі, рос. Искенинский сельский округ) — адміністративна одиниця у складі Макатського району Атирауської області Казахстану. Адміністративний центр та єдиний населений пункт — село Іскене.
Населення — 528 осіб (2009; 484 в 1999).